# Ophiothauma heptactis
Ophiothauma heptactis är en ormstjärneart som beskrevs av Hubert Lyman Clark 1938. Ophiothauma heptactis ingår i släktet Ophiothauma och familjen knotterormstjärnor. Inga underarter finns listade i Catalogue of Life.